# Mahinda VI
Mahinda VI fou rei de Polonnaruwa (1187). Era un natiu del Regne de Kalinga, amic molt proper del rei Vijayabahu II, al que va assassinar usurpant el tron. Al cap de cinc dies els contraris a la usurpació van reaccionar i Kirti Nissangha (o Kirti Nissanka), que havia estat el sub-rei de Vijayabahu II i era probablement un nebot o un gendre, el va assassinar al seu torn i es va proclamar rei amb el nom de Nissanka Malla.